# Espanya (metropolitana di Barcellona)
Espanya è una stazione intermodale situata sotto la Plaça d'Espanya di Barcellona.
È un punto di scambio delle linee L1, L3 e L8 della metropolitana di Barcellona ed è il capolinea delle linee di Cercanías S33, S4, S8, R5 e R6 della Linea Llobregat-Anoia.
La stazione della L1 fu inaugurata nel 1926 con il primo tratto della metropolitana.
Anche la stazione della Linea Llobregat-Anoia esiste dal 1926, creata con il primo prolungamento dell'antica stazione di Magoria.
La stazione della L3 fu creata solamente molti anni dopo, con il prolungamento della linea fino alla Zona Universitària, passando per la stazione di Sants. La sua inaugurazione avvenne nel 1975, allora faceva parte della Linea IIIB che nel 1982 si unì alla Linea III per dar vita all'odierna L3.
La stazione è dotata di zone commerciali al pari di quella di Plaça de Catalunya.